# Joseph Zuken
Joseph « Joe » Zuken (12 décembre 1912 - 24 mars 1986) est un homme politique communiste populaire de Winnipeg et le membre du Parti communiste à être réélu le plus longtemps en Amérique du Nord. 

## Biographie
La famille de Joe Zuken immigre au Canada depuis l’Ukraine alors qu’il est encore enfant. Élevé dans un milieu juif laïc de la classe ouvrière de North End, Winnipeg, il fait ses études dans une école laïque yiddish dans un milieu socialiste. Il se joint au Parti communiste du Canada en tant que jeune avocat, intervenant au sein des luttes pour les droits des travailleurs et des mouvements antifascistes pendant la Grande Dépression. 
Avant la Seconde Guerre mondiale, Zuken est lié au théâtre de la ville, à la fois sur scène en tant qu’acteur et hors scène, il a entre autres tenté de présenter la pièce Eight Men Speak dans un théâtre de Winnipeg. 
En tant qu’avocat, il défend le Parti et les syndicats de gauche devant les tribunaux contre la répression de l’État, puis met sur pied une clinique juridique pour donner l’accès aux pauvres à une représentation juridique. 
En 1941, Zuken est élu au conseil scolaire de Winnipeg et est l’un des rares communistes à remporter l’élection pendant la Guerre froide. Il se bat pour l’établissement des maternelles, la gratuité des manuels scolaires et des salaires plus élevés pour les enseignants. 
Après avoir siégé au conseil scolaire pendant vingt ans, il est élu en 1961 au conseil municipal de Winnipeg au nom du quartier North End, lequel était représenté depuis les années 1930 par son camarade, le communiste Jacob Penner. En tant que conseiller municipal, il se bat pour le logement social, les hôpitaux publics et les droits en faveur des plus démunis.

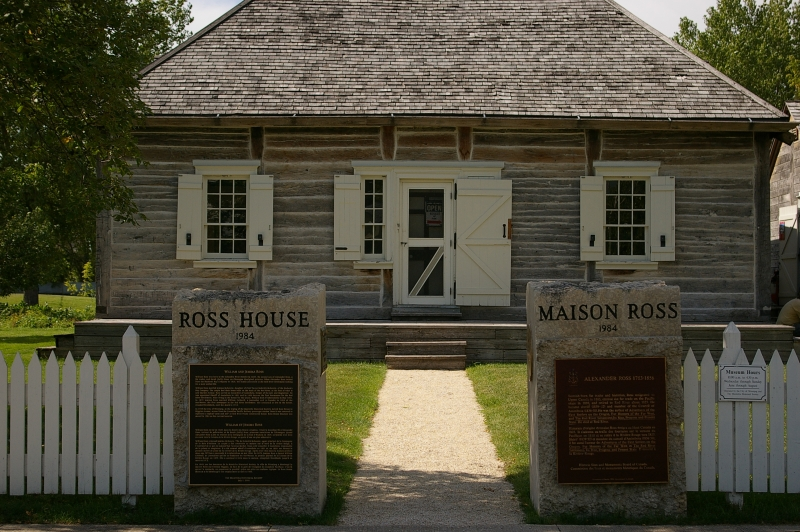
Musée Maison Ross dans le parc Joe Zuken, Winnipeg

Bien que l’appartenance de Zuken au Parti communiste soit controversée, il est respecté par les politiciens de tout l’échiquier politique pour son intelligence et son engagement politique. Au début de 1969, il obtient l’appui unanime de ses collègues du conseil municipal pour apporter des modifications à la Loi sur la location immobilière de Winnipeg. Ces réformes comprenaient la création d’une commission d’examen des propriétaires/locataires, des restrictions sur les avis d’éviction et des améliorations au droit à la vie privée des locataires. 
En 1979, Zuken se présente sans succès au poste de maire de Winnipeg, en obtenant 18 % des voix. 
Il reste conseiller municipal jusqu'à sa retraite en 1983, où il quittera en raison de problèmes de santé. 
Bien qu’il soit demeuré un membre fidèle du Parti communiste, il a exprimé des critiques publiques à l’égard de l’Union soviétique dans les années 1970, pour ses restrictions sur l’émigration juive et sur l’antisémitisme officiel en Pologne à la fin des années 1960. 
Le frère ainé de Zuken, William Ross (Cecil Zuken), sera également un politicien communiste actif qui aura été chef du Parti communiste du Manitoba de 1948 à 1981.